# 218e régiment d'infanterie (France)
Le 218e régiment d'infanterie (218e RI) est un régiment d'infanterie de l'Armée de terre française constitué en août 1914 au déclenchement de la Première Guerre mondiale avec les bataillons de réserve du 18e régiment d'infanterie. Dissous en mai 1917, il est brièvement recréé en septembre 1939, jusqu'à sa dissolution à l'été 1940 en Afrique du Nord.

## Création et différentes dénominations
- Août 1914 : 228e régiment d'infanterie
- Mai 1917 : Dissolution.
- Septembre 1939 : 228e régiment d'infanterie
- Vers juillet 1940 : Dissolution

## Historique des garnisons, combats et batailles du218eRI

### Première Guerre mondiale
Affectations :
Casernement : Pau à la disposition du 18e Corps d'Armée en août 1914.
À la 36e Division d'Infanterie de juin 1915 à mai 1917.

#### 1914
Belgique…Bataille de la Marne…Aisne…

#### 1915
Aisne…Chemin des Dames…

#### 1916
Bataille de Verdun…Argonne…

#### 1917
Somme…Aisne…
Régiment dissout en mai 1917.

### Seconde Guerre mondiale
Formé le 6 septembre 1939 dans le secteur de Bayonne par le centre mobilisateur d'infanterie no 183 sous les ordres du lieutenant-colonel Flaugergues. Il rejoint en novembre 1939 la 81e division d'infanterie d'Afrique, en position sur la ligne Mareth en Tunisie.

## Drapeau
Il porte, cousues en lettres d'or dans ses plis, les inscriptions suivantes :
- Verdun 1916
- L'Aisne 1917

## Décorations décernées au régiment
Aucune citation du régiment.

## Personnalités ayant servi au218eRI
- Paul Soutiras (1893-1940), officier français mort pour la France en 1940.

## Sources et bibliographie
- Archives militaires du Château de Vincennes.
- Serge Andolenko, Recueil d'historiques de l'Infanterie française, Eurimprim, 1969.